# Guatteria schomburgkiana
Guatteria schomburgkiana är en kirimojaväxtart som beskrevs av Carl Friedrich Philipp von Martius. Guatteria schomburgkiana ingår i släktet Guatteria och familjen kirimojaväxter. Utöver nominatformen finns också underarten G. s. holosericea.